# Halamona
Halamona is een bestuurslaag in het regentschap Nias Barat van de provincie Noord-Sumatra, Indonesië. Halamona telt 100 inwoners (volkstelling 2010).